# Ludovic Robeet
Ludovic Robeet (Nijvel, 22 mei 1994) is een Belgisch wielrenner die anno 2024 rijdt voor Cofidis. Hij is de zoon van oud-wielrenner Patrick Robeet.

## Carrière
In de tweede etappe van de Flèche du Sud van 2014 was Robeet dicht bij een overwinning: in een sprint met drie werd hij geklopt door Gaëtan Bille. In het eindklassement werd hij derde. Een maand later werd hij elfde in het eindklassement van de Koers van de Olympische Solidariteit.
In 2017 werd hij prof bij WB Veranclassic Aqua Protect. In 2021 won hij de semiklassieker Nokere Koerse.

## Overwinningen
2019
4e etappe Internationale Wielerweek
2021
Nokere Koerse

## Resultaten in voornaamste wedstrijden
|      | \| Jaar \| Gent-Wevelgem \| Ronde van Vlaanderen \| Parijs-Roubaix \| Amstel Gold Race \| Luik-Bast.‑Luik \| Waalse Pijl \| Parijs-Tours \| \| ---- \| ------------- \| -------------------- \| -------------- \| ---------------- \| --------------- \| ----------- \| ------------ \| \| 2017 \| \| \| \| \| opgave \| \| \| \| 2018 \| \| \| 73e \| \| \| \| opgave \| \| 2019 \| \| \| \| \| \| \| opgave \| \| 2020 \| opgave \| \| \| \| \| \| \| \| 2021 \| opgave \| \| 36e \| opgave \| \| \| 93e \| \| 2022 \| opgave \| 95e \| 32e \| \| \| \| \| \| 2023 \| 88e \| opgave \| 99e \| \| \| \| \| \| 2024 \| \| opgave \| 95e \| opgave \| \| \| 87e \| \| 2025 \| 70e \| opgave \| 89e \| opgave \| \| opgave \| \| |                      |                |                  |                 |             |              |
| Jaar | Gent-Wevelgem | Ronde van Vlaanderen | Parijs-Roubaix | Amstel Gold Race | Luik-Bast.‑Luik | Waalse Pijl | Parijs-Tours |
| 2017 | |                      |                |                  | opgave          |             |              |
| 2018 | |                      | 73e            |                  |                 |             | opgave       |
| 2019 | |                      |                |                  |                 |             | opgave       |
| 2020 | opgave |                      |                |                  |                 |             |              |
| 2021 | opgave |                      | 36e            | opgave           |                 |             | 93e          |
| 2022 | opgave | 95e                  | 32e            |                  |                 |             |              |
| 2023 | 88e | opgave               | 99e            |                  |                 |             |              |
| 2024 | | opgave               | 95e            | opgave           |                 |             | 87e          |
| 2025 | 70e | opgave               | 89e            | opgave           |                 | opgave      |              |

## Ploegen
- 2013 –  Color Code-Biowanze
- 2014 –  Color Code-Biowanze
- 2015 –  Color Code-Aquality Protect
- 2016 –  Color Code-Arden'Beef
- 2017 –  WB Veranclassic Aqua Protect
- 2018 –  WB Aqua Protect Veranclassic
- 2019 –  Wallonie Bruxelles
- 2020 –  Bingoal-Wallonie Bruxelles
- 2021 –  Bingoal Pauwels Sauces WB
- 2022 –  Bingoal Pauwels Sauces WB
- 2023 –  Bingoal Pauwels Sauces WB
- 2024 –  Cofidis
- 2025 –  Cofidis

De Winter · De Wortelaer · Delfosse · Geromboux · Hoper · Hubert · Kerf · Leleu · Mottet · Pestiaux · Robeet · Vallée · Vanheuverswijn · Warnier · Wertz
Bleus · De Winter · Delfosse · Deruette · Galle · Geromboux · Hubert · Kaise · Kerf · Leleu · Mertz · Picoux · Pons · Robeet · Warnier · Wertz
De Winter · Delfosse · Dernies · Deruette · Duquennoy · Habeaux · Ista · Jans · Jules · Kirsch · Masson · Naesen · Pardini · Peyskens · Robeet · Spengler · Stassen · Vantomme · Warnier · Mortier (stagiair) · Taminiaux (stagiair)
De Winter · Dehaes · Delfosse · Deruette · Duquennoy · Habeaux · Ista · Jules · Kirsch · Lietaer · Masson · Mortier · Peyskens · Robeet · Six · Spengler · Stassen · Vantomme · Warnier
Dehaes · Ista · Jules · Liepiņš · Lietaer · Molly · Mortier · Nõmmela · Paasschens · Peyskens · Planckaert · Robeet · Six · Spengler (t/m 10 oktober) · Taminiaux · T. Wirtgen · Castrique (stagiair) · Huys (stagiair) · Paquot (stagiair) · L. Wirtgen (stagiair)
Castrique · De Bie · Huys · Ista · Lietaer · Livyns · Molly · Mortier · Nõmmela · Paasschens · Peyskens · Planckaert · Robeet · Six · Suter · Taminiaux · Vallée · Vanendert · L. Wirtgen · T. Wirtgen
Aniołkowski · Castrique · De Bie · Dupont · Huys · Livyns · Menten · Mertz · Molly ·Paasschens · Paquot · Peyskens · Rex · Robeet · Suter · Vallée · Vanendert · Venner · L. Wirtgen · T. Wirtgen · De Maeght (stagiair) · Desal (stagiair)
Aniołkowski · Blouwe · De Maeght · Desal · Dupont · Lauk · Livyns · Meens · Menten · Mertz · Molly ·Paasschens · Paquot · Peyskens · Rex · Robeet · Tietema (vanaf 1/2) · Tizza · Venner · Viviani (vanaf 21/3) · L. Wirtgen · T. Wirtgen · Desmarets (stagiair) · Dopchie (stagiair)
Blouwe · De Maeght · De Tier · Desal · Guerin · Lauk · Malucelli · Meens · Mertens · Mertz · Peyskens · Robeet · Salby · Teugels · Tizza · Van Boven · Van der Beken · Van Keirsbulck · Van Rooy · Vandepitte · Matthys (stagiair) · Persico (stagiair)
Allegaert · Aniołkowski · Champion · Coquard · De Gendt · Debeaumarché · Elissonde · Fernández · Finé · Fretin · Geschke · Gougeard · Hermans · Herrada · G. Izagirre · J. Izagirre · Knight · Lastra · Mahoudo · Mariault · Martin · Noppe · Oldani · Perez · Renard · Robeet · Thomas · Toumire · Wood · Zingle · Coppens (stagiair) · Gruszczynski (stagiair) · Larmet (stagiair)
Allegaert · Aniołkowski · Aranburu · Buchmann · Carr · Coquard · De Gendt · Debeaumarché · Ferron · Finé · Fretin · Herrada · Izagirre · Izquierdo · Knight · Lastra · Maas · Mahoudo · Maisonobe · Moniquet · Oldani · Ourselin · Perez · Renard · Robeet · Samitier · Teuns · Thomas · Toumire · Touzé